# 里奇伍德鎮區 (伊利諾伊州澤西縣)
里奇伍德鎮區（英語：Richwood Township）是位於美國伊利諾伊州澤西縣的一個行政鎮區。

## 地方資料
根據2010年美國人口普查的數據，里奇伍德鎮區的面積為98.20平方千米，當中陸地面積為97.50平方千米，而水域面積為0.70平方千米。當地共有人口614人，而人口密度為每平方千米6.25人。